# Амбасада Републике Турске у Србији
Амбасада Републике Турске у Србији је највише представништво Републике Турске у Србији. Тренутни амбасадор је Хами Аксој.

## Опште информације
Први амбасадор Османског царства био је Сермед ефендија, који је служио од 1. јануара 1881. до 1. јуна 1881. године.
Зграда амбасаде се налази у непосредној близини Дома Народне скупштине и Народне скупштине Републике Србије. Зграда је коришћена као дворац током Хабзбуршке ере. У згради је неко време живео српски песник Јован Јовановић Змај, данасна то подсећа плоча на фасади куће. Зграда је изнајмљена за време српске монархије. Године 1967. купљена је зграда амбасаде од стране Турске.
Дана 9. марта 1983. на амбасаду је извршен напад јерменске терористичке организације Асала, током којег је погинуо амбасадор Галип Балкар.